# Numerele de înmatriculare auto în Andorra
Numerele de înmatriculare a vehiculelor din Andorra sunt compuse din o literă și patru cifre.

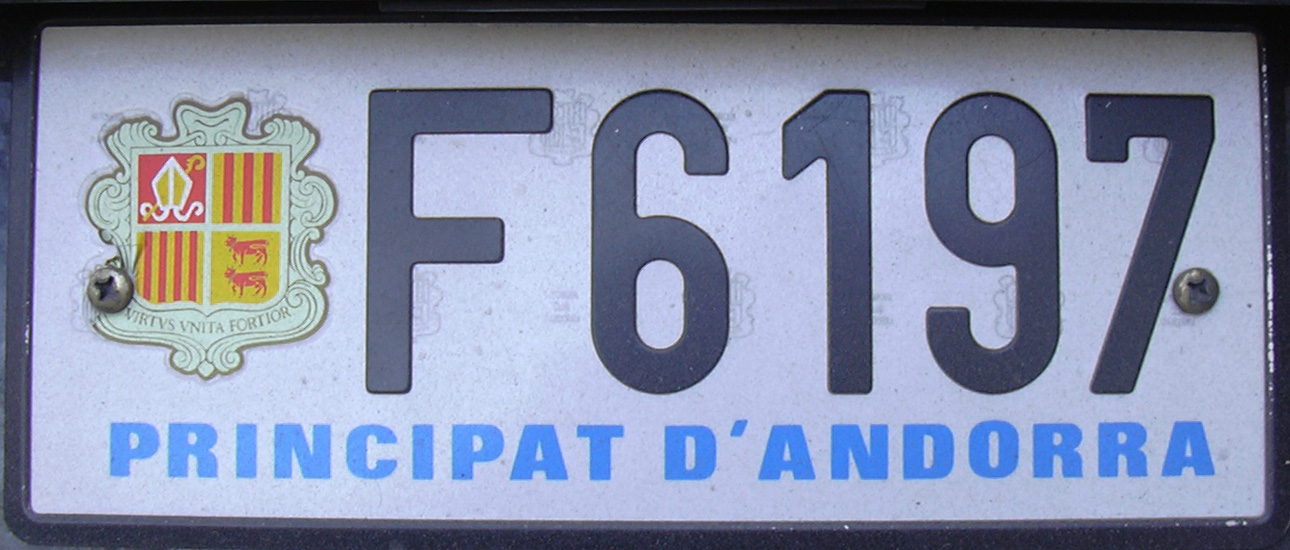
Număr de înmatriculare din Andorra